# Cercophana
Cercophana este un gen de molii din familia Saturniidae. 

## Specii
- Cercophana frauenfeldi Felder, 1862
- Cercophana venusta (Walker, 1856)